# Lars Stindl
Lars Edi Stindl (* 26. srpna 1988) je německý fotbalový hráč, který momentálně hraje za Borussii Mönchengladbach. Nejčastěji nastupuje na postu hrotového útočníka.
Svou profesionální kariéru zahájil v březnu roku 2008 v týmu Karlsruher SC. Svůj první gól v Bundeslize dal v dresu Hannoveru 96 ještě téhož roku.